# Janine Pietsch
Janine Pietsch (nascuda 30 juny 1982 dins Berlín) és una alemanya esquenista. En el curs de la seva carrera, va competir a la 2004 Summer Olympics dins Atenes, va guanyar dues medalles d'or en el curs curt a la 2006 FINA Campionats de Natació Mundial, i quatre or europeu medalles.

## Carrera

### 2001–2005
Pietsch primer èxit en una etapa internacional era al 2001 Curs Curt europeu Campionats de Natació en Antwerp, on va guanyar una medalla de plata, en el 4x50m papallona i tres medalles de bronze, en el 50m esquena, 100m esquena, i 4x100m relleus lliures. Va guanyar una altra plata i dos medalles més de bronze dins l'any 2002. Entre 2003 i 2005 guanyà cinc plates més i un bronze dins el curt europeu. Durant el 2004, va competir en la seva cursa Olímpica única, el 100 m esquena. Va acabar setena posició, i 23è en general.

### 2006–2007
2006 era l'any millor de la seva carrera. Dins l'abril va competir dins Xangai a la 2006 FINA Campionats de Natació Mundial, on va guanyar dues medalles d'or, el 50m esquena, i el 100m esquena. Curiosament, va guanyar ambdues medalles d'or per exactament un quart d'un segon per damunt segon lloc.
Dins Budapest al llarg-curs 2006 europeu Aquatics Campionats en estiu tardana, va guanyar una medalla d'or en el 50m esquena, i un bronze en el 100m esquena. Aquell desembre a Helsinki al 2006 campionats d'europeu de curs curt, va guanyar dos més medalles d'or, el 50 m esquena i 4x50m papallona. En el seu durar èxit internacional per datar, al 2007 campionats d'europeu de curs curt va guanyar or en el 4x50m relleus, plata en el 50m esquena, i bronze en el 100m esquena.

## Semi-Jubilació i vida personal
Dins 2008, Pietsch va ser diagnosticada amb càncer de pit, i no va competir a la 2008 Summer Olympics com a resultat. Tanmateix, no ha governat fora intentant qualificar pel 2012 London Olympics. És actualment sola. Dins 2010, esdevingui una patrona del St. L'hospital de Mary dins Stuttgart.